# AB4ü Bay 01
Der AB4ü Bay 01 war ein Drehgestell-Durchgangswagen mit Seitengang, der im Verzeichnis von 1913  unter der Blatt-Nr. 77 aufgeführt wurde. Er war für die  K.Bay.Sts.B. zum Einsatz im Schnellzugverkehr gebaut worden. Der Wagen hatte zwei Abteile der 1. Klasse und 4½ Abteile der 2. Klasse.  Er war teilweise für den Einsatz in Belgien und Frankreich ausgerüstet.

## Konstruktive Merkmale

### Untergestell
Der Grundrahmen des mit dem Wagenkasten verbundenen Untergestells war komplett aus Holz aufgebaut, welches teilweise – z. B. für die äußeren Längsträger – mit aufgeschraubten Winkeleisen verstärkt wurde. Für die Querträger wurden ebenfalls hölzerne Profile verwendet. Man versprach sich durch diese Bauweise für hochwertige Wagen einen ruhigeren Lauf. Die hölzernen Querträger zur Aufnahme der Drehschemelpfannen wurden ebenfalls mit Winkeleisen armiert. Zur Unterstützung der äußeren Längsträger wurde wegen des großen Radstandes auf beiden Seiten ein Sprengwerk mit nachstellbaren Zugstangen angebaut. Die Pufferbohlen waren komplett aus Walzprofilen aufgebaut. Als Zugeinrichtung hatten die Wagen Schraubenkupplungen mit Sicherheitshaken nach VDEV, die Zugstange war durchgehend und mittig gefedert. Als Stoßeinrichtung besaßen die Wagen Stangenpuffer mit einer Einbaulänge von 650 mm, die Pufferteller hatten einen Durchmesser von 370 mm.

### Laufwerk
Die Wagen hatten Drehgestelle bayerischer Bauart mit kurzem Radstand von 2.500 mm. Die Rahmen der Drehgestelle waren aus Blechen und Winkeln zusammengenietet. Gelagert waren die Achsen in Gleitlagern. Die Räder hatten Speichenradkörper und einen Raddurchmesser von 1.014 mm.
Wegen des großen Drehgestellabstands wurde das Untergestell durch ein räumliches Sprengwerk in der Ebene der äußeren Längsträger unterstützt.
Bremse: Handbremse im geschlossenen Übergang an einem Wagenende. Die Wagen waren mit Druckluftbremsen des Typs Westinghouse ausgestattet.

### Wagenkasten
Das Wagenkastengerippe bestand aus einem hölzernen Ständerwerk. Es war außen mit Blech und innen mit Holz verkleidet. Die Seitenwände waren glatt und bis zur Oberkante der äußeren Längsträger heruntergezogen. Die Wagen besaßen ein Tonnendach nach süddeutschem Muster.
Der Innenraum hatte insgesamt sechseinhalb Abteile mit gepolsterten Sitzen. Die Abteile waren mit Schiebetüren zum Seitengang hin abgeschlossen. Die Sitzplätze der 1. Klasse konnten in Schlaflager umgewandelt werden. An beiden Wagenenden befanden sich die mit einer Waschgelegenheit kombinierten Toiletten.
Zur Beheizung verfügten die Wagen über eine Dampfheizung.
Die Belüftung erfolgte über Dachlüfter im Oberlichtaufbau bzw. über die versenkbaren Fenster.
Die Beleuchtung erfolgte bis auf den Wagen Nr. 1342 durch Gaslampen. Ein großer Vorratsbehälter hing in Wagenlängsrichtung am Rahmen. Ab den 1930er Jahren erfolgte eine Umrüstung auf elektrische Beleuchtung. Der Wagen 1342 war mit einer elektrischen Beleuchtung der Gesellschaft für elektrische Zugbeleuchtung ausgestattet.

## Bemerkung
In der Skizzensammlung von 1930 wurde ein Wagen AB4ü Bay 01/30 aufgeführt. In den Verzeichnissen von 1930 und 1940 wurden aber alle Wagen als AB4ü Bay 01 geführt. Es ist also fraglich, ob der geplante Umbau tatsächlich stattgefunden hatte. Es wäre sicherlich analog zu den Typen nach Blatt 74 bis 76 eine Änderung der Toiletteneinrichtungen und eine Erneuerung der Seitenwände durchgeführt worden.

## Skizzen, Musterblätter, Fotos

Ansicht zu Blatt 77 aus WV von 1913

## Wagennummern
Die Daten sind dem Wagenpark-Verzeichnis der Kgl.Bayer.Staatseisenbahnen, aufgestellt nach dem Stande vom 31. März 1913, sowie den Büchern von Emil Konrad (Reisezugwagen der deutschen Länderbahnen, Band II) und  Alto Wagner (Bayerische Reisezugwagen) entnommen.
| Blatt-Nr. Herstelld.         | Blatt-Nr. Herstelld.         | Blatt-Nr. Herstelld.         | Gattungszeichen je Epoche Wagennummern je Epoche (mit Direktionsangaben) | Gattungszeichen je Epoche Wagennummern je Epoche (mit Direktionsangaben) | Gattungszeichen je Epoche Wagennummern je Epoche (mit Direktionsangaben) | Gattungszeichen je Epoche Wagennummern je Epoche (mit Direktionsangaben) | Gattungszeichen je Epoche Wagennummern je Epoche (mit Direktionsangaben) | Gattungszeichen je Epoche Wagennummern je Epoche (mit Direktionsangaben) | Gattungszeichen je Epoche Wagennummern je Epoche (mit Direktionsangaben) | Gattungszeichen je Epoche Wagennummern je Epoche (mit Direktionsangaben) | Fahrwerk / Ausstattung (siehe jeweilige Legende) | Fahrwerk / Ausstattung (siehe jeweilige Legende) | Fahrwerk / Ausstattung (siehe jeweilige Legende) | Fahrwerk / Ausstattung (siehe jeweilige Legende) | Fahrwerk / Ausstattung (siehe jeweilige Legende) | Fahrwerk / Ausstattung (siehe jeweilige Legende) | Fahrwerk / Ausstattung (siehe jeweilige Legende) | Fahrwerk / Ausstattung (siehe jeweilige Legende) | Fahrwerk / Ausstattung (siehe jeweilige Legende) | Fahrwerk / Ausstattung (siehe jeweilige Legende) | Zusatzinfos    | Zusatzinfos |
| Bau- jahr                    | Her- steller                 | Anz.                         | ab 1894                                                                  | ab 1907                                                                  | Rep. (1919)                                                              | DR (ab 1923)                                                             | DRG (ab 1930)                                                            | DRG n. Umbau                                                             | Ausge- mustert                                                           | letzt. Heimat-Bf.                                                        | Brem- sen                                        | Bl.                                              | Hz.                                              | Art u.Anz. Abteile (Sitze je Klasse)             | Art u.Anz. Abteile (Sitze je Klasse)             | Art u.Anz. Abteile (Sitze je Klasse)             | Art u.Anz. Abteile (Sitze je Klasse)             | Art u.Anz. Abteile (Sitze je Klasse)             | Mil.                                             | Mil.                                             | Sig- nal- hlt. | Bemer- kung |
| Blatt-Nr. aus WV von Gattung | Blatt-Nr. aus WV von Gattung | Blatt-Nr. aus WV von Gattung | 1897 ABBü                                                                | 77 1913 ABBü                                                             |                                                                          | AB4ü Bay 01                                                              | AB4ü Bay 01                                                              | AB4ü Bay 01/30                                                           |                                                                          |                                                                          |                                                  |                                                  |                                                  | A                                                | 1.                                               | 2.                                               | 3.                                               | 4.                                               | O                                                | M                                                |                |             |
| ---------------------------- | ---------------------------- | ---------------------------- | ------------------------------------------------------------------------ | ------------------------------------------------------------------------ | ------------------------------------------------------------------------ | ------------------------------------------------------------------------ | ------------------------------------------------------------------------ | ------------------------------------------------------------------------ | ------------------------------------------------------------------------ | ------------------------------------------------------------------------ | ------------------------------------------------ | ------------------------------------------------ | ------------------------------------------------ | ------------------------------------------------ | ------------------------------------------------ | ------------------------------------------------ | ------------------------------------------------ | ------------------------------------------------ | ------------------------------------------------ | ------------------------------------------------ | -------------- | ----------- |
| 1901                         | LHB Breslau                  | 26                           |                                                                          | 1325                                                                     |                                                                          | 21 004 Wür                                                               | 13 139 Wür                                                               |                                                                          | xx/1933                                                                  |                                                                          | Pl Wsbr                                          | Ggl                                              | D                                                | 2                                                | 2 (8)                                            | 4 ½ (27)                                         |                                                  |                                                  | 32                                               |                                                  | BE FR          |             |
| 1901                         | LHB Breslau                  | 26                           | 1326                                                                     |                                                                          | 21 004 Wür                                                               | 13 140 Mü                                                                |                                                                          | xx/193x                                                                  |                                                                          | BE                                                                       | Pl Wsbr                                          | Ggl                                              | D                                                | 2                                                | 2 (8)                                            | 4 ½ (27)                                         |                                                  |                                                  | 32                                               |                                                  |                |             |
| 1901                         | LHB Breslau                  | 26                           | 1327                                                                     |                                                                          | 21 009 Nür                                                               | 13 141 Nür                                                               |                                                                          | xx/194x                                                                  |                                                                          | BE                                                                       | Pl Wsbr                                          | Ggl                                              | D                                                | 2                                                | 2 (8)                                            | 4 ½ (27)                                         | bei der DB als BDW 588 241                       |                                                  | 32                                               |                                                  |                |             |
| 1901                         | LHB Breslau                  | 26                           | 1328                                                                     |                                                                          | 21 072 Mü                                                                | 13 142 Mü                                                                |                                                                          | xx/193x                                                                  |                                                                          |                                                                          | Pl Wsbr                                          | Ggl                                              | D                                                | 2                                                | 2 (8)                                            | 4 ½ (27)                                         |                                                  |                                                  | 32                                               |                                                  |                |             |
| 1901                         | LHB Breslau                  | 26                           | 1329                                                                     | X                                                                        |                                                                          |                                                                          |                                                                          | 11/1919                                                                  |                                                                          | BE                                                                       | Pl Wsbr                                          | Ggl                                              | D                                                | 2                                                | 2 (8)                                            | 4 ½ (27)                                         |                                                  |                                                  | 32                                               |                                                  |                |             |
| 1901                         | LHB Breslau                  | 26                           | 1330                                                                     |                                                                          | 21 073 Mü                                                                | 13 143 Mü                                                                |                                                                          | xx/193x                                                                  |                                                                          | BE                                                                       | Pl Wsbr                                          | Ggl                                              | D                                                | 2                                                | 2 (8)                                            | 4 ½ (27)                                         |                                                  |                                                  | 32                                               |                                                  |                |             |
| 1901                         | LHB Breslau                  | 26                           | 1331                                                                     |                                                                          | 21 010 Reg                                                               | 13 140 Mü                                                                |                                                                          | 1945?                                                                    |                                                                          |                                                                          | Pl Wsbr                                          | Ggl                                              | D                                                | 2                                                | 2 (8)                                            | 4 ½ (27)                                         |                                                  |                                                  | 32                                               |                                                  |                |             |
| 1901                         | LHB Breslau                  | 26                           | 1332                                                                     |                                                                          | 21 010 Nür                                                               | 13 145 Mü                                                                |                                                                          | 06/1950                                                                  |                                                                          | Altschadwagen                                                            | Pl Wsbr                                          | Ggl                                              | D                                                | 2                                                | 2 (8)                                            | 4 ½ (27)                                         |                                                  |                                                  | 32                                               |                                                  |                |             |
| 1901                         | LHB Breslau                  | 26                           | 1333                                                                     |                                                                          | 21 006 Wür                                                               | 13 146 Nür                                                               |                                                                          | 1945?                                                                    |                                                                          |                                                                          | Pl Wsbr                                          | Ggl                                              | D                                                | 2                                                | 2 (8)                                            | 4 ½ (27)                                         |                                                  |                                                  | 32                                               |                                                  |                |             |
| 1901                         | LHB Breslau                  | 26                           | 1334                                                                     |                                                                          | 21 011 Reg                                                               | 13 147 Reg                                                               |                                                                          | 1945?                                                                    |                                                                          |                                                                          | Pl Wsbr                                          | Ggl                                              | D                                                | 2                                                | 2 (8)                                            | 4 ½ (27)                                         |                                                  |                                                  | 32                                               |                                                  |                |             |
| 1901                         | LHB Breslau                  | 26                           | 1335                                                                     |                                                                          | 21 007 Wür                                                               | 13 148 Nür                                                               |                                                                          | 1945?                                                                    |                                                                          |                                                                          | Pl Wsbr                                          | Ggl                                              | D                                                | 2                                                | 2 (8)                                            | 4 ½ (27)                                         |                                                  |                                                  | 32                                               |                                                  |                |             |
| 1901                         | LHB Breslau                  | 26                           | 1336                                                                     | X                                                                        |                                                                          |                                                                          |                                                                          | 11/1919                                                                  |                                                                          |                                                                          | Pl Wsbr                                          | Ggl                                              | D                                                | 2                                                | 2 (8)                                            | 4 ½ (27)                                         |                                                  |                                                  | 32                                               |                                                  |                |             |
| 1901                         | LHB Breslau                  | 26                           | 1337                                                                     |                                                                          | 21 074 Mü                                                                | 13 149 Mü                                                                |                                                                          | xx/193x                                                                  |                                                                          |                                                                          | Pl Wsbr                                          | Ggl                                              | D                                                | 2                                                | 2 (8)                                            | 4 ½ (27)                                         |                                                  |                                                  | 32                                               |                                                  |                |             |
| 1901                         | LHB Breslau                  | 26                           | 1338                                                                     |                                                                          | 21 012 Reg                                                               | 13 150 Reg                                                               |                                                                          | 1945?                                                                    |                                                                          |                                                                          | Pl Wsbr                                          | Ggl                                              | D                                                | 2                                                | 2 (8)                                            | 4 ½ (27)                                         |                                                  |                                                  | 32                                               |                                                  |                |             |
| 1901                         | LHB Breslau                  | 26                           | 1339                                                                     |                                                                          | 21 002 Au                                                                | 13 151 Nür                                                               |                                                                          | 1945?                                                                    |                                                                          |                                                                          | Pl Wsbr                                          | Ggl                                              | D                                                | 2                                                | 2 (8)                                            | 4 ½ (27)                                         |                                                  |                                                  | 32                                               |                                                  |                |             |
| 1901                         | LHB Breslau                  | 26                           | 1340                                                                     |                                                                          | 21 075 Mü                                                                | 13 152 Mü                                                                |                                                                          | xx/193x                                                                  |                                                                          |                                                                          | Pl Wsbr                                          | Ggl                                              | D                                                | 2                                                | 2 (8)                                            | 4 ½ (27)                                         |                                                  |                                                  | 32                                               |                                                  |                |             |
| 1901                         | LHB Breslau                  | 26                           | 1341                                                                     |                                                                          | 21 076 Mü                                                                | 13 153 Mü                                                                |                                                                          | xx/193x                                                                  |                                                                          |                                                                          | Pl Wsbr                                          | Ggl                                              | D                                                | 2                                                | 2 (8)                                            | 4 ½ (27)                                         |                                                  |                                                  | 32                                               |                                                  |                |             |
| 1901                         | LHB Breslau                  | 26                           | 1342                                                                     |                                                                          | 21 077 Mü                                                                | 13 154 Mü                                                                |                                                                          | xx/193x                                                                  |                                                                          |                                                                          | Pl Wsbr                                          | Ggl                                              | D                                                | 2                                                | 2 (8)                                            | 4 ½ (27)                                         |                                                  |                                                  | 32                                               |                                                  |                |             |
| 1901                         | LHB Breslau                  | 26                           | 1343                                                                     |                                                                          | 21 078 Mü                                                                | 13 155 Mü                                                                |                                                                          | xx/193x                                                                  |                                                                          |                                                                          | Pl Wsbr                                          | Ggl                                              | D                                                | 2                                                | 2 (8)                                            | 4 ½ (27)                                         |                                                  |                                                  | 32                                               |                                                  |                |             |
| 1901                         | LHB Breslau                  | 26                           | 1344                                                                     |                                                                          | 21 079 Mü                                                                | 13 156 Mü                                                                |                                                                          | xx/193x                                                                  |                                                                          |                                                                          | Pl Wsbr                                          | Ggl                                              | D                                                | 2                                                | 2 (8)                                            | 4 ½ (27)                                         |                                                  |                                                  | 32                                               |                                                  |                |             |
| 1901                         | LHB Breslau                  | 26                           | 1345                                                                     |                                                                          | 21 008 Wür                                                               | 13 157 Wür                                                               |                                                                          | 08/1953                                                                  |                                                                          | 1950 bei der DB als C4ü im Einsatz                                       | Pl Wsbr                                          | Ggl                                              | D                                                | 2                                                | 2 (8)                                            | 4 ½ (27)                                         |                                                  |                                                  | 32                                               |                                                  |                |             |
| 1901                         | LHB Breslau                  | 26                           | 1346                                                                     |                                                                          | 21 080 Mü                                                                | 13 158 Mü                                                                |                                                                          | xx/193x                                                                  |                                                                          |                                                                          | Pl Wsbr                                          | Ggl                                              | D                                                | 2                                                | 2 (8)                                            | 4 ½ (27)                                         |                                                  |                                                  | 32                                               |                                                  |                |             |
| 1901                         | LHB Breslau                  | 26                           | 1347                                                                     |                                                                          | 21 081 Mü                                                                | 13 159 Mü                                                                |                                                                          | xx/193x                                                                  |                                                                          |                                                                          | Pl Wsbr                                          | Ggl                                              | D                                                | 2                                                | 2 (8)                                            | 4 ½ (27)                                         |                                                  |                                                  | 32                                               |                                                  |                |             |
| 1901                         | LHB Breslau                  | 26                           | 1348                                                                     |                                                                          | 21 082 Mü                                                                | 13 160 Mü                                                                |                                                                          | 1945?                                                                    |                                                                          | BE                                                                       | Pl Wsbr                                          | Ggl                                              | D                                                | 2                                                | 2 (8)                                            | 4 ½ (27)                                         |                                                  |                                                  | 32                                               |                                                  |                |             |
| 1901                         | LHB Breslau                  | 26                           | 1349                                                                     |                                                                          | 21 083 Mü                                                                | 13 161 Mü                                                                |                                                                          | 1945?                                                                    |                                                                          |                                                                          | Pl Wsbr                                          | Ggl                                              | D                                                | 2                                                | 2 (8)                                            | 4 ½ (27)                                         |                                                  |                                                  | 32                                               |                                                  |                |             |
| 1901                         | LHB Breslau                  | 26                           | 1350                                                                     |                                                                          | 21 013 Reg                                                               | 13 162 Reg                                                               |                                                                          | 1945?                                                                    |                                                                          | E                                                                        | Pl Wsbr                                          |                                                  | D                                                | 2                                                | 2 (8)                                            | 4 ½ (27)                                         |                                                  |                                                  | 32                                               |                                                  |                |             |